# The Game Awards 2015
The Game Awards 2015 đã được tổ chức để vinh danh những sản phẩm xuất sắc ra mắt trong năm 2015, đã diễn ra tại Microsoft Theater ở Los Angeles, California, vào ngày 3 tháng 12 năm 2015. Chương trình được sản xuất và tổ chức bởi Geoff Keighley.

## Buổi ra mắt
Lễ trao giải gồm 10 buổi ra mắt trò chơi, bao gồm Batman: The Telltale Series và The Walking Dead: Michonne của Telltale Games, Psychonauts 2 của Double Fine Productions và  Rock Band VR của Harmonix. Ngoài ra còn có các trailer mới cho các game sắp tới như Far Cry Primal của Ubisoft, Uncharted 4: A Thief's End của Naughty Dog,  Quantum Break của Remedy Entertainment và Star Citizen của Cloud Imperium Games.
Chương trình phát sóng đã có tổng lượng người xem khoảng 2,3 triệu.

## Đoạt giải và đề cử
Các đề cử của The Game Awards 2015  đã được công bố vào ngày 13 tháng 11 năm 2015. Các trò chơi được đề cử phải có ngày phát hành thương mại vào hoặc trước ngày 24 tháng 11 năm 2015 để đủ điều kiện.
Các trò chơi đoạt giải đã được công bố trong buổi lễ trao giải vào ngày 3 tháng 12 năm 2015. Những trò chơi đoạt giải sẽ được in đậm.

### Giải thưởng bình chọn
| Game của năm | Nhà phát triển của năm |
| --- | --- |
| - The Witcher 3: Wild Hunt – phát triển bởi CD Projekt Red - Bloodborne – phát triển bởi FromSoftware - Fallout 4 – phát triển bởi Bethesda Game Studios - Metal Gear Solid V: The Phantom Pain – phát triển bởi Kojima Productions - Super Mario Maker – phát triển bởi Nintendo | - CD Projekt Red - Bethesda Game Studios - FromSoftware - Kojima Productions - Nintendo |
| Game indie hay nhất | Game mobile/handheld hay nhất |
| - Rocket League – phát triển bởi Psyonix - Axiom Verge – phát triển bởi Tom Happ - Her Story – phát triển bởi Sam Barlow - Ori and the Blind Forest – phát triển bởi Moon Studios - Undertale – phát triển bởi Toby Fox | - Lara Croft Go – phát triển bởi Square Enix Montréal - Downwell – phát triển bởi Moppin - Fallout Shelter – phát triển bởi Bethesda Game Studios và Behaviour Interactive - Monster Hunter 4 Ultimate – phát triển bởi Capcom - Pac-Man 256 – phát triển bởi Hipster Whale                                                                                        |
| Kịch bản độc đáo nhất | Game phong cách nhất |
| - Her Story – viết bởi Sam Barlow - Life Is Strange – viết bởi Christian Divine và Jean-Luc Cano - Tales from the Borderlands – viết bởi Pierre Shorette, Adam Hines, Jeremy Breslau, Chuck Jordan, Eric Stirpe, Anthony Burch, và Zack Keller - The Witcher 3: Wild Hunt – viết bởi Marcin Blacha và Borys Pugacz-Muraszkiewicz - Until Dawn – viết bởi Graham Reznick và Larry Fessenden | - Ori and the Blind Forest – phát triển bởi Moon Studios - Batman: Arkham Knight – phát triển bởi Rocksteady Studios - Bloodborne – phát triển bởi FromSoftware - Metal Gear Solid V: The Phantom Pain – phát triển bởi Kojima Productions - The Witcher 3: Wild Hunt – phát triển bởi CD Projekt Red                                                              |
| Âm nhạc hay nhất | Diễn xuất hay nhất |
| - Metal Gear Solid V: The Phantom Pain – sáng tác bởi Ludvig Forssell, Justin Burnett, và Daniel James - Fallout 4 – sáng tác bởi Inon Zur - Halo 5: Guardians – sáng tác bởi Kazuma Jinnouchi - Ori and the Blind Forest – sáng tác bởi Gareth Coker - The Witcher 3: Wild Hunt – sáng tác bởi Marcin Przybyłowicz, Mikolai Stroinski, và Percival                                        | - Viva Seifert vai Hannah Smith – trong Her Story - Ashly Burch vai Chloe Price – trong Life Is Strange - Camilla Luddington vai Lara Croft – trong Rise of the Tomb Raider - Doug Cockle vai Geralt of Rivia – trong The Witcher 3: Wild Hunt - Mark Hamill vai Joker – trong Batman: Arkham Knight                                                               |
| Game tác động | Game bắn súng hay nhất |
| - Life Is Strange – phát triển bởi Dontnod Entertainment - Cibele – phát triển bởi Star Maid Games - Her Story – phát triển bởi Sam Barlow - Sunset – phát triển bởi Tale of Tales - Undertale – phát triển bởi Toby Fox | - Splatoon – phát triển bởi Nintendo - Call of Duty: Black Ops III – phát triển bởi Treyarch - Destiny: The Taken King – phát triển bởi Bungie - Halo 5: Guardians – phát triển bởi 343 Industries - Star Wars Battlefront – phát triển bởi EA Digital Illusions CE                                                                                                |
| Game hành động/phiêu lưu hay nhất | Game nhập vai hay nhất |
| - Metal Gear Solid V: The Phantom Pain – phát triển bởi Kojima Productions - Assassin's Creed Syndicate – phát triển bởi Ubisoft Quebec - Batman: Arkham Knight – phát triển bởi Rocksteady Studios - Ori and the Blind Forest – phát triển bởi Moon Studios - Rise of the Tomb Raider – phát triển bởi Crystal Dynamics                                                                   | - The Witcher 3: Wild Hunt – phát triển bởi CD Projekt Red - Bloodborne – phát triển bởi FromSoftware - Fallout 4 – phát triển bởi Bethesda Game Studios - Pillars of Eternity – phát triển bởi Obsidian Entertainment - Undertale – phát triển bởi Toby Fox |
| Game đối kháng hay nhất | Game giải trí gia đình hay nhất |
| - Mortal Kombat X – phát triển bởi NetherRealm Studios - Guilty Gear Xrd –SIGN– – phát triển bởi Arc System Works Team Red - Rise of Incarnates – phát triển bởi Bandai Namco Entertainment - Rising Thunder – phát triển bởi Radiant Entertainment | - Super Mario Maker – phát triển bởi Nintendo - Disney Infinity 3.0 – phát triển bởi Avalanche Software với công việc bổ sung bởi Ninja Theory, Studio Gobo, Sumo Digital và United Front Games - Lego Dimensions – phát triển bởi Traveller's Tales - Skylanders: SuperChargers – phát triển bởi Vicarious Visions và Beenox - Splatoon – phát triển bởi Nintendo |
| Game thể thao hay nhất | Game chơi mạng hay nhất |
| - Rocket League – phát triển bởi Psyonix - FIFA 16 – phát triển bởi EA Canada - Forza Motorsport 6 – phát triển bởi Turn 10 Studios - NBA 2K16 – phát triển bởi Visual Concepts - Pro Evolution Soccer 2016 – phát triển bởi PES Productions | - Splatoon – phát triển bởi Nintendo - Call of Duty: Black Ops III – phát triển bởi Treyarch - Destiny: The Taken King – phát triển bởi Bungie - Halo 5: Guardians – phát triển bởi 343 Industries - Rocket League – phát triển bởi Psyonix |

### Giải thưởng lựa chọn của người hâm mộ
| Game được trông đợi nhất | Vận động viên eSport xuất sắc nhất |
| --- | --- |
| - No Man's Sky – phát triển bởi Hello Games - Horizon Zero Dawn – phát triển bởi Guerrilla Games - Quantum Break – phát triển bởi Remedy Entertainment - The Last Guardian – phát triển bởi genDESIGN và SCE Japan Studio - Uncharted 4: A Thief's End – phát triển bởi Naughty Dog | - Kenny "KennyS" Schrub (Team EnVyUs – Counter-Strike: Global Offensive) - Lee "Faker" Sang-hyeok (SK Telecom T1 – League of Legends) - Olof "olofmeister" Kajbjer (Fnatic – Counter-Strike: Global Offensive) - Peter "ppd" Dager (Evil Geniuses – Dota 2) - Syed Sumail "Suma1L" Hassan (Evil Geniuses – Dota 2)                            |
| Đội game eSport hay nhất | Game eSport hay nhất |
| - OpTic Gaming - Evil Geniuses - Fnatic - SK Telecom T1 - Team SoloMid | - Counter-Strike: Global Offensive – phát triển bởi Hidden Path Entertainment và Valve Corporation - Call of Duty: Advanced Warfare – phát triển bởi Sledgehammer Games - Dota 2 – phát triển bởi Valve Corporation - Hearthstone: Heroes of Warcraft – phát triển bởi Blizzard Entertainment - League of Legends – phát triển bởi Riot Games |
| Game thủ yêu thích nhất | Tác phẩm fan made hay nhất |
| - Greg Miller - TotalBiscuit - Christopher "MonteCristo" Mykles - Markiplier - PewDiePie | - Portal Stories: Mel – bởi Prism Studios - GTA V – Targets – bởi Hoodoo Operator - Real GTA – bởi Corridor Digital - Twitch Plays Dark Souls – bởi Twitch Community |

### Giải thưởng danh dự
| Giải thưởng biểu tượng ngành công nghiệp          |
| ------------------------------------------------- |
| - Brett Sperry và Louis Castle (Westwood Studios) |

## Trò chơi có nhiều đề cử và giải thưởng
| Đề cử | Game                                 |
| ----- | ------------------------------------ |
| 6     | The Witcher 3: Wild Hunt             |
| 4     | Her Story                            |
| 4     | Metal Gear Solid V: The Phantom Pain |
| 4     | Ori and the Blind Forest             |
| 3     | Batman: Arkham Knight                |
| 3     | Bloodborne                           |
| 3     | Fallout 4                            |
| 3     | Halo 5: Guardians                    |
| 3     | Life Is Strange                      |
| 3     | Rocket League                        |
| 3     | Splatoon                             |
| 3     | Undertale                            |
| 2     | Call of Duty: Black Ops III          |
| 2     | Destiny: The Taken King              |
| 2     | Rise of the Tomb Raider              |
| 2     | Super Mario Maker                    |

| Giải thưởng | Game                                 |
| ----------- | ------------------------------------ |
| 2           | Her Story                            |
| 2           | Metal Gear Solid V: The Phantom Pain |
| 2           | Rocket League                        |
| 2           | Splatoon                             |
| 2           | The Witcher 3: Wild Hunt             |